# .ch
.ch is het achtervoegsel voor Zwitserse domeinnamen, en valt onder de verantwoordelijkheid van SWITCH Information Technology Services.
De afkorting "ch" komt van Confederatio Helvetica, de Latijnse naam voor het land sinds de oprichting van de federale staat in 1848.